# Operační program Vzdělávání pro konkurenceschopnost

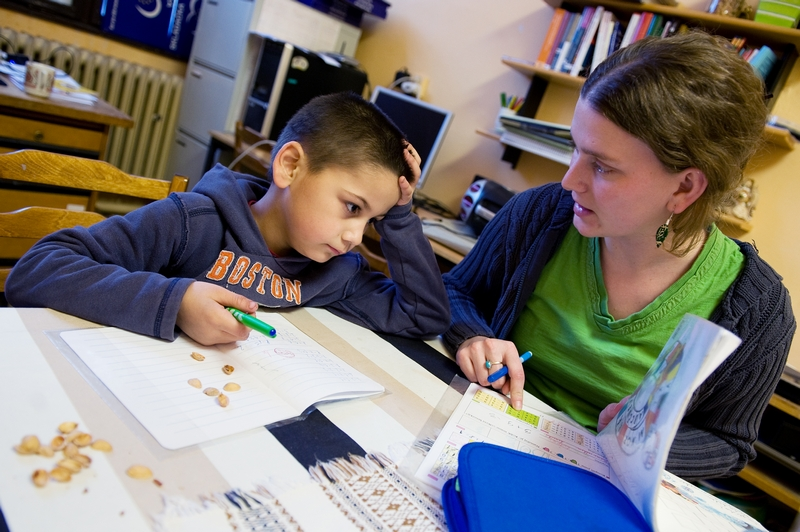
Projekt financovaný z OP VK

Operační program Vzdělávání pro konkurenceschopnost (OP VK) je jedním z programů Evropské unie, který umožňuje České republice čerpat dotace nejen na celkovou inovaci modernizaci vzdělávacího systému, ale i na podporu lidských zdrojů ve výzkumu a vývoji. V období 2007–2013 je v něm k dispozici 1,83 miliard eur. Z OPVK jsou podporovány pouze organizace sídlící mimo Prahu a na úrovni národních projektů pak také projekty realizované v Praze.

## Co se z OP VK financuje

### 1. Počáteční vzdělávání

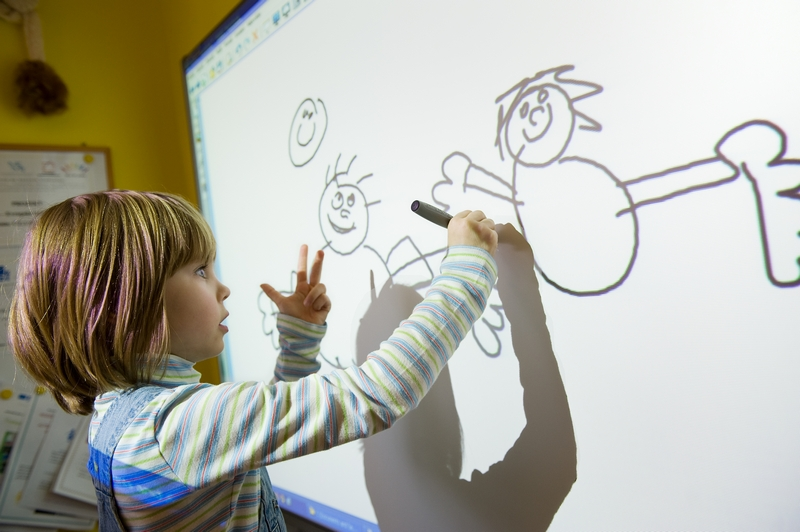
Projekt financovaný z OP VK

Tato oblast je zaměřena na zkvalitnění výuky na základních a středních školách. Podporují se například projekty využívání moderních metod výuky jazyků, zkvalitnění výuky technických předmětů a motivace žáků k jejich studiu, zlepšení podmínek pro využívání informačních a komunikačních technologií na školách a stáže pro žáky i učitele u partnerů na trhu práce.
Příspěvky jdou i na podporu rovných příležitostí žáků se speciálními vzdělávacími potřebami a další vzdělávání pracovníků škol a školských zařízení.
Na zkvalitnění počátečního vzdělávání je z EU vyčleněno celkem 612,1 milionu eur.

### 2. Terciární vzdělávání, výzkum a vývoj
V rámci této oblasti jdou příspěvky ze strukturálních fondů na zlepšení výuky na vysokých a vyšších odborných školách. Financuje se například inovace studijních programů a zapojení odborníků z praxe i zahraničí do jejich vytváření a zavádění, spolupráce se zahraničními vzdělávacími a vědeckými institucemi, podpora praxí a stáží studentů u budoucích zaměstnavatelů a spolupráce se základními a středními školami v rámci poskytování poradenských služeb a podpory talentovaných žáků.
Podporovány jsou i lidské zdroje ve výzkumu a vývoji. To znamená, že dotace jsou určeny například na projekty vytváření kvalitních výzkumných týmů a jejich dalšího rozvoje, odborné vzdělávání pracovníků výzkumu a vývoje a pracovní a studijní pobyty studentů, pedagogů a vědeckých pracovníků v soukromém a veřejném sektoru.
Na terciární vzdělávání a výzkum a vývoj je z evropských peněz vyčleněno celkem 626,5 milionu eur.

### 3. Další vzdělávání
Cílem podpory této oblasti je zvýšení motivace občanů k celoživotnímu vzdělávání a prohloubení jeho nabídky. Podporují se například projekty vytváření programů zaměřených na podporu jazykových a manažerských dovedností, zlepšení práce s informačními technologiemi.
Dále je možné získat příspěvky na rozvoj vzdělávacích programů pro vzdělávání dospělých ve školách a dalších vzdělávacích institucích a na poradenství a metodickou pomoc při zavádění moderních a inovativních vzdělávacích metod.
Na rozvoj dalšího vzdělávání je z Evropské unie vyčleněno celkem 289,9 milionu eur.

### 4. Systémový rámec celoživotního učení
Financovány jsou aktivity, které v oblasti počátečního, terciárního a dalšího vzdělávání přispívají k vytváření systému celoživotního učení. Podporovány jsou i projekty realizované v hlavním městě Praze.
Na tuto oblast je z Evropské unie vyčleněno celkem 72,4 milionu eur.

## Kdo může žádat o podporu
Z OP VK jsou podporovány mimopražské školy a školská zařízení, organizace působící ve vzdělávání a kariérovém poradenství, instituce vědy a výzkumu, ústřední orgány státní správy a jimi řízené organizace, obce, města, kraje, nestátní neziskové organizace a další.